# Эренбург, Сергей Владимирович
Сергей Владимирович Эренбург (род. 27 января 1983, Бийск, Алтайский край, СССР) — израильский и американский шахматист российского происхождения, гроссмейстер (2003).
Родился в г. Бийске в семье математиков Владимира Борисовича Эренбурга и Татьяны Николаевны Рыжовой. Учился в школе №18 г. Бийска, позже в Бийском лицее. В 1996—1998 гг. участвовал в чемпионатах России среди юниоров, в 1998 г. занял первое место на юниорском турнире в Москве и разделил второе место на аналогичном соревновании в Тель-Авиве. В 1999 г. вместе с родителями эмигрировал в Израиль и на протяжении нескольких лет представлял Израиль на юношеских чемпионатах мира по шахматам (лучший результат — 6-е место в 2001 году). В 2002—2003 гг. был чемпионом Израиля в категории до 20 лет, а в 2004 г. завоевал первое место во взрослом чемпионате страны. В 2005 г. участвовал в Командном чемпионате Европы по шахматам в составе сборной Израиля, завоевавшей серебряные медали.

## Изменения рейтинга
| Графики недоступны из-за технических проблем. См. информацию на Фабрикаторе и на mediawiki.org. |